# Sclerocactus
Genre
Classification APG II (2003)
Sclerocactus est un genre de cactus.

## Liste des sous-espèces et espèces
Selon ITIS :
- Sclerocactus blainei Welsh & Thorne
- Sclerocactus brevihamatus (Engelm.) D.R. Hunt
- Sclerocactus brevispinus Heil & Martin
- Sclerocactus cloveriae Heil & Porter
- Sclerocactus contortus Heil
- Sclerocactus erectocentrus (Coult.) N.P. Taylor
- Sclerocactus glaucus (J.A. Purpus ex K. Schum.) L. Benson
- Sclerocactus intertextus (Engelm.) N.P. Taylor
- Sclerocactus johnsonii (Parry ex Engelm.) N.P. Taylor
- Sclerocactus mariposensis (Hester) N.P. Taylor
- Sclerocactus mesae-verdae (Boissevain ex Boissevain & C. Davids.) L. Benson
- Sclerocactus nyensis F. Hochstatter
- Sclerocactus papyracanthus (Engelm.) N.P. Taylor
- Sclerocactus parviflorus Clover & Jotter
- Sclerocactus polyancistrus (Engelm. & Bigelow) Britt. & Rose
- Sclerocactus pubispinus (Engelm.) L. Benson
- Sclerocactus scheeri (Salm-Dyck) N.P. Taylor
- Sclerocactus schlesseri Heil & Welsh
- Sclerocactus sheeri (Salm-dyck) N. P. Taylor
- Sclerocactus spinosior (Engelm.) Woodruff & L. Benson
- Sclerocactus terrae-canyonae Heil
- Sclerocactus uncinatus (Galeotti) N.P. Taylor
- Sclerocactus warnockii (L. Benson) N.P. Taylor
- Sclerocactus whipplei (Engelm. & Bigelow) Britt. & Rose
- Sclerocactus wrightiae L. Benson